# التطعيم ضد فيروس كورونا في الولايات المتحدة

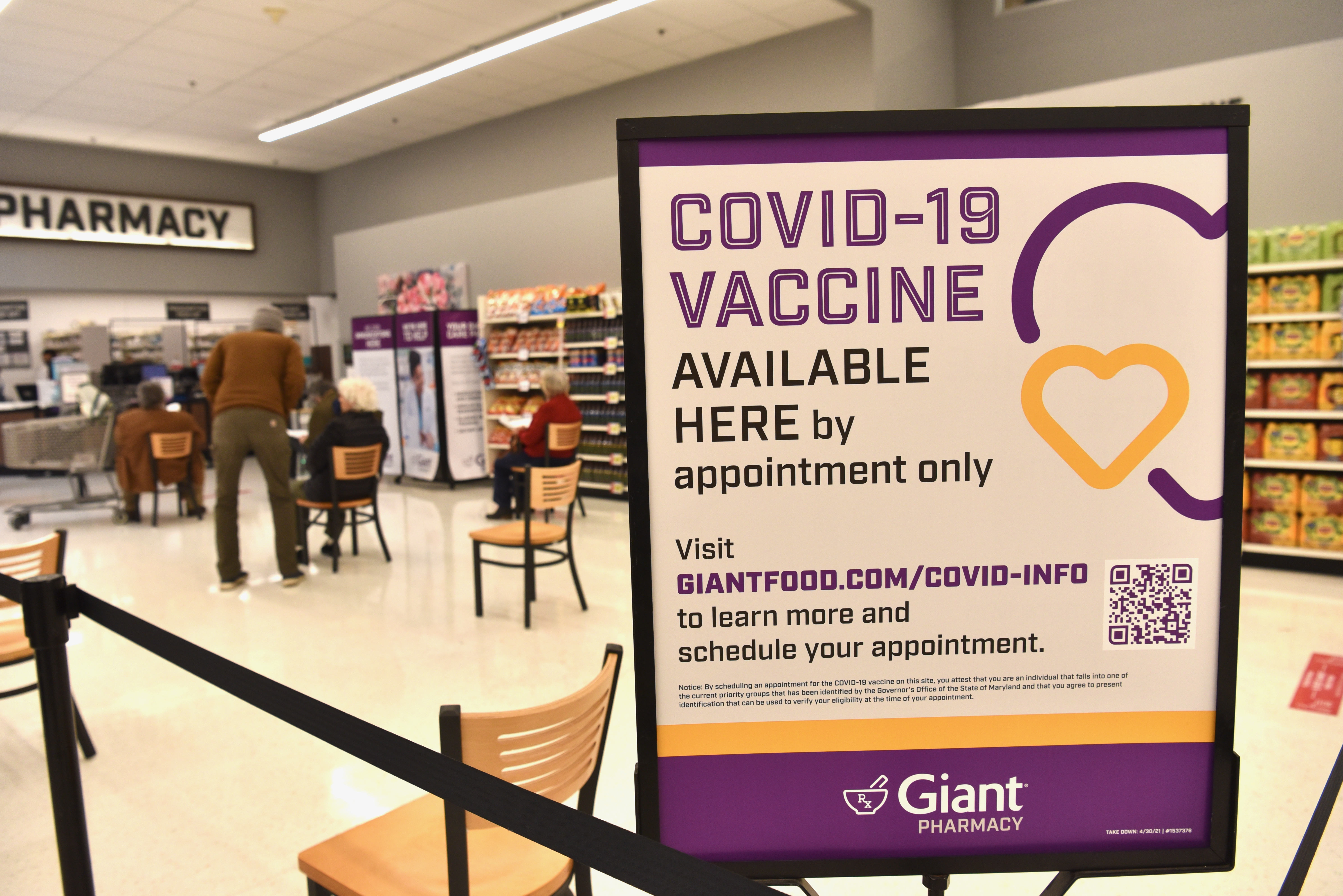
صور لكبار السن ينتظرون لقاح كوفيد-19 في إحدى صيدليات ولاية ماريلاند في يناير 2021.

حملة التلقيح ضد كوفيد-19 في الولايات المتحدة، حملة تلقيح شاملة مستمرة للاستجابة لوباء كوفيد-19 في الولايات المتحدة. بعد موافقة إدارة الغذاء والدواء على لقاح فايزر-بيونتيك في 10 ديسمبر 2020، بدأ التلقيح الشامل في 14 ديسمبر 2020. جرت الموافقة لاحقًا على استخدام لقاح موديرنا في 17 ديسمبر 2020، ولقاح جونسون آند جونسون في 27 فبراير 2021.
بدأت الحملة من قبل حكومة الولايات المتحدة برئاسة دونالد ترامب، وانتقلت إلى جو بايدن، الذي أصبح الرئيس الجديد للولايات المتحدة في 20 يناير 2021. بدأ فترة ولايته بهدف فوري بلغ مئة مليون إبرة لقاح في أول مئة يوم له في منصبه، إذ وقع أمرًا تنفيذيًا تضمن زيادة إمدادات التلقيح. حُقق هذا الهدف في 19 مارس 2021. في 25 مارس 2021، أعلن الرئيس جو بايدن أنه سيضع هدفًا جديدًا للقاح كوفيد-19 يتمثل في إعطاء مئتي مليون إبرة خلال أول 100 يوم له في منصبه.

## برنامج التلقيح
وُزعت اللقاحات على الولايات بناءً على عدد السكان، وبدأت كل ولاية أمريكية التمهيد للقاحات على حدة. اقترح مركز السيطرة على الأمراض والوقاية منها أن يكون العاملون بالمشافي وموظفو دور رعاية المسنين أول من يتلقون اللقاح. تقرر أن تُحدد المراحل اللاحقة من التوزيع من قبل كل وكالة حكومية حسب ما يناسبها.

## خلفية
منذ أوائل عام 2020، بدأت أكثر من 70 شركة في جميع أنحاء العالم (تعمل خمس أو ست شركات منها أساسًا في الولايات المتحدة) أبحاث اللقاحات. كان للمنافسة العالمية تداعيات على الأمن القومي لمختلف البلدان.
استعدادًا للإنتاج على نطاق واسع، خصص الكونغرس أكثر من 3.5 مليار دولار لهذا الغرض كجزء من قانون كيرز. تعد مؤسسة والتر ريد العسكرية للبحوث من بين المختبرات التي عملت على تطوير لقاح، وكان قد سبق لها أن درست الأمراض المعدية الأخرى، مثل فيروس نقص المناعة البشرية (الإيدز)، والإيبولا، ومتلازمة الشرق الأوسط التنفسية. بحلول 18 مارس، بدأ إجراء الاختبارات على عشرات المتطوعين في سياتل، برعاية حكومة الولايات المتحدة، وخُطط لتجارب سلامة مماثلة للقاحات محتملة أخرى. توقع بيل غيتس، الذي نقلت مؤسسته تركيزها بالكامل تقريبًا إلى الوباء، في أوائل عام 2020 أن اللقاح قد يكون جاهزًا بحلول أوائل عام 2021.
في 5 أغسطس 2020، وافقت الولايات المتحدة على دفع أكثر من مليار دولار لشركة جونسون آند جونسون من أجل إنتاج مئة مليون جرعة من لقاح كوفيد-19. أعطت الصفقة الولايات المتحدة خيارًا لطلب مئتي مليون جرعة إضافية. كان من المفترض أن توفر الجرعات مجانًا للأمريكيين إذا استُخدمت ضمن حملة التلقيح ضد كوفيد-19.
حاولت المنظمة الصناعية للتقانة الحيوية، وهي مجموعة تجارية تضم جميع صانعي لقاحات فيروس كورونا باستثناء آسترازينيكا، إقناع الوزير آزار بنشر إرشادات صارمة من إدارة الغذاء والدواء، والتي من شأنها أن تساعد في ضمان سلامة اللقاح وزيادة إقبال الشعب عليه. مع ذلك، أثرت السياسة على الممارسة العلمية، حين جمّد رئيس الأركان مارك ميدوز إدارة الغذاء والدواء بعد أن أدرك أن توقيت المخصصات سوف يجعل ترخيص اللقاحات أمرًا مستحيلًا قبل انتخابات نوفمبر. في النهاية، صدرت الإرشادات التوجيهية من مكتب الإدارة والميزانية ونُشرت على موقع إدارة الغذاء والدواء.
اعتبارًا من أكتوبر 2020، دخل 44 لقاحًا حيز التجارب السريرية على البشر، وكان 91 لقاحًا يخضع للتجارب قبل السريرية على الحيوانات.
في 20 نوفمبر 2020، قدمت شركتا فايزر وبيونتيك المتعاقدتان طلبًا للحصول على ترخيص استخدام طارئ إلى إدارة الغذاء والدواء (إف دي أيه)، وأعلنت إدارة الغذاء والدواء أن اللجنة الاستشارية للقاحات والمنتجات البيولوجية ذات الصلة سوف تنظر في الطلب. في 11 ديسمبر، منحت إدارة الغذاء والدواء الأمريكية تصريح استخدام طارئ للقاح فايزر بيونتيك. كان من المقرر توزيع دفعة أولية قدرها 2.9 مليون جرعة على عجل، ووعدت شركة فايزر بتوفير ما تبقى من المئة مليون جرعة بحلول مارس 2021. امتلكت شركة فايزر مخزونًا كافيًا، وبدأت هذا التوزيع في 17 ديسمبر 2020، لكن خفضت الحكومة الفيدرالية الكمية التي سُمح لشركة فايزر بتوزيعها.
في 18 ديسمبر 2020، منحت إدارة الغذاء والدواء الأمريكية تصريح الاستخدام الطارئ للقاح موديرنا، وذلك بناءً على طلب من شركة موديرنا في 30 نوفمبر 2020. خططت الولايات المتحدة لتوزيع 5.9 مليون جرعة بسرعة مع وجود نية في توزيع المزيد لاحقًا.
في 27 فبراير 2021، وافقت إدارة الغذاء والدواء الأمريكية على استخدام لقاح جونسون آند جونسون. مع ذلك، واجه هذا اللقاح رد فعل عنيف من بعض المسؤولين الحكوميين، الذين اعتقدوا أنه أقل فعالية من لقاح فايزر أو موديرنا. في 5 مارس، رفض رئيس بلدية ديترويت، المدعو مايك دوغان، تلقي دفعة من لقاح جونسون آند جونسون، قائلًا: «فايزر وموديرنا هما الأفضل، وسأبذل قصارى جهدي للتأكد من حصول سكان مدينة ديترويت على الأفضل». بعد رد فعل عنيف، أعلن دوغان سحب رفضه للقاح.
في 11 مارس 2021، أعلن الرئيس جو بايدن في خطاب له أنه سوف يوجه جميع الولايات من أجل توفير اللقاحات لجميع البالغين في موعد أقصاه 1 مايو. في 6 أبريل 2021، صرح الرئيس جو بايدن أنه سوف يوجه جميع الولايات من أجل تأهيل جميع البالغين للتلقيح بحلول 19 أبريل، أي قبل أسبوعين تقريبًا من التاريخ الأصلي الواقع في 1 مايو.

### اللقاحات قيد الطلب
| اللقاح                   | التوافر               | الموافقة عليه     | النشر          |
| فايزر-بيونتيك            | 20 نوفمبر 2020        | 10 ديسمبر 2020    | 14 ديسمبر 2020 |
| موديرنا                  | 30 نوفمبر 2020        | 17 ديسمبر 2020    | 21 ديسمبر 2020 |
| جونسون آند جونسون        | 4 فبراير 2021         | 27 فبراير 2021    | 1 مارس 2021    |
| أوكسفورد-آسترازينيكا     | من المتوقع أبريل 2021 | لم يوافَق عليه بعد | لم يُنشر بعد    |
| نوفافاكس                 | لم يتوافر بعد         | لم يوافَق عليه بعد | لم يُنشر بعد    |
| سانوفي-غلاكسو سميث كلاين | لم يتوافر بعد         | لم يوافَق عليه بعد | لم يُنشر بعد    |

## تاريخ

### الجدول الزمني

#### ديسمبر 2020
في 14 ديسمبر 2020، أعطيت الجرعات الأولى. كانت ساندرا ليندساي من كوينز، نيويورك أول أمريكية تتلقى لقاح كوفيد-19 المعتمد من إدارة الغذاء والدواء.

#### مارس 2021
في 12 مارس 2021، تجاوز عدد الجرعات التي أُعطيت في الولايات المتحدة الأمريكية 100 مليون جرعة.
على مدار الشهر، وفرت سبع ولايات (آلاسكا، وميسيسيبي، وأوهايو، وكونيتيكت، وآريزونا، وتكساس، وجورجيا) اللقاح لجميع البالغين، وذلك بعد فترة من التلقيح الانتقائي لكبار السن وغيرهم من الفئات الضعيفة من السكان. أعلنت كاليفورنيا وواشنطن أن جميع البالغين سوف يكونون مؤهلين للحصول على اللقاح اعتبارًا من 15 أبريل. أعلنت ولاية إنديانا أنها سوف توفر اللقاحات لطلاب الجامعات وسوف تعمل على تسهيل نقل اللقاحات إلى عيادات اللقاح الجامعية، منها عيادة جامعة نوتردام.

#### أبريل 2021
في 3 أبريل 2021، أُبلغ عن إعطاء أكثر من أربعة ملايين جرعة من لقاح كوفيد-19 خلال الـ 24 ساعة السابقة، ليبلغ العدد رقمًا قياسيًا جديدًا وارتفع متوسط الجرعات خلال سبعة أيام إلى أكثر من ثلاثة ملايين جرعة يوميًا. حتى 11 أبريل، أُعطي أكثر من 187 مليون جرعة من اللقاح. في 12 أبريل، أصبحت نيو هامبشاير أول ولاية أو إقليم طبق لقاح كوفيد-19 على 50% من سكانه على الأقل ولمرة واحدة. في 13 أبريل 2021، أصدرت مراكز السيطرة على الأمراض والوقاية منها وإدارة الغذاء والدواء الأمريكية بيانًا يوصيان فيه بوقف استخدام لقاح جونسون آند جونسون «بدافع الحرص الزائد» بعد أن طورت ست نساء تتراوح أعمارهن بين 18 و48 عامًا نوعًا نادرًا وشديدًا من التخثر الدموي يسمى خثار الجيب الوريدي المخي.

## الرأي العام
وجد استطلاع للرأي أجري في الفترة بين 20 و21 مايو 2020 أن 44% من الجمهوريين و19% من الديمقراطيين يصدقون نظرية المؤامرة الشائعة التي تزعم أن بيل غيتس يخطط لاستخدام لقاح كوفيد-19 لزرع الرقائق الدقيقة في السكان.
في أوائل ديسمبر 2020، تردد غالبية الأمريكيين السود واللاتينيين في تلقي اللقاح، هذا إن لم يعارضوا تلقيه أساسًا. بحلول أواخر فبراير 2021، تراجع التردد بين السود واللاتينيين. مع ذلك، بقيت الآراء المناهضة للقاحات ثابتة بين الجمهوريين البيض في الفترة الزمنية نفسها، إذ بقي ربعهم معارضًا بشدة لتلقي اللقاح.
حتى 9 أبريل 2021، كان اللقاح اختياريًا بالنسبة لمشاة البحرية الأمريكية، ورفضه 39% ممن عرض عليهم الجيش تلقيه. من الممكن أن يكون بعضهم قد خطط لتلقي اللقاح في مكان آخر. أشارت شبكة سي إن إن إلى أنه في حال ظل عدد كبير من الأفراد العسكريين غير ملقحين، قد «يؤثر ذلك على تأهب الجيش». بلغ معدل الرفض ذروته في معسكر ليجون في كارولاينا الشمالية، إذ رفض 57% من مشاة البحرية اللقاح.